# Oreobates remotus
Oreobates remotus is een kikker uit de familie Strabomantidae en werd voor het eerst wetenschappelijk beschreven door Teixeira, Amaro, Recoder, Sena en Rodrigues in 2012. De soort komt voor in Brazilië in de provincie Minas Gerais.